# Гвіанська савана
Гвіанська савана (ідентифікатор WWF: NT0707) — неотропічний екорегіон тропічних та субтропічних луків, саван і чагарників, розташований у Гвіані.

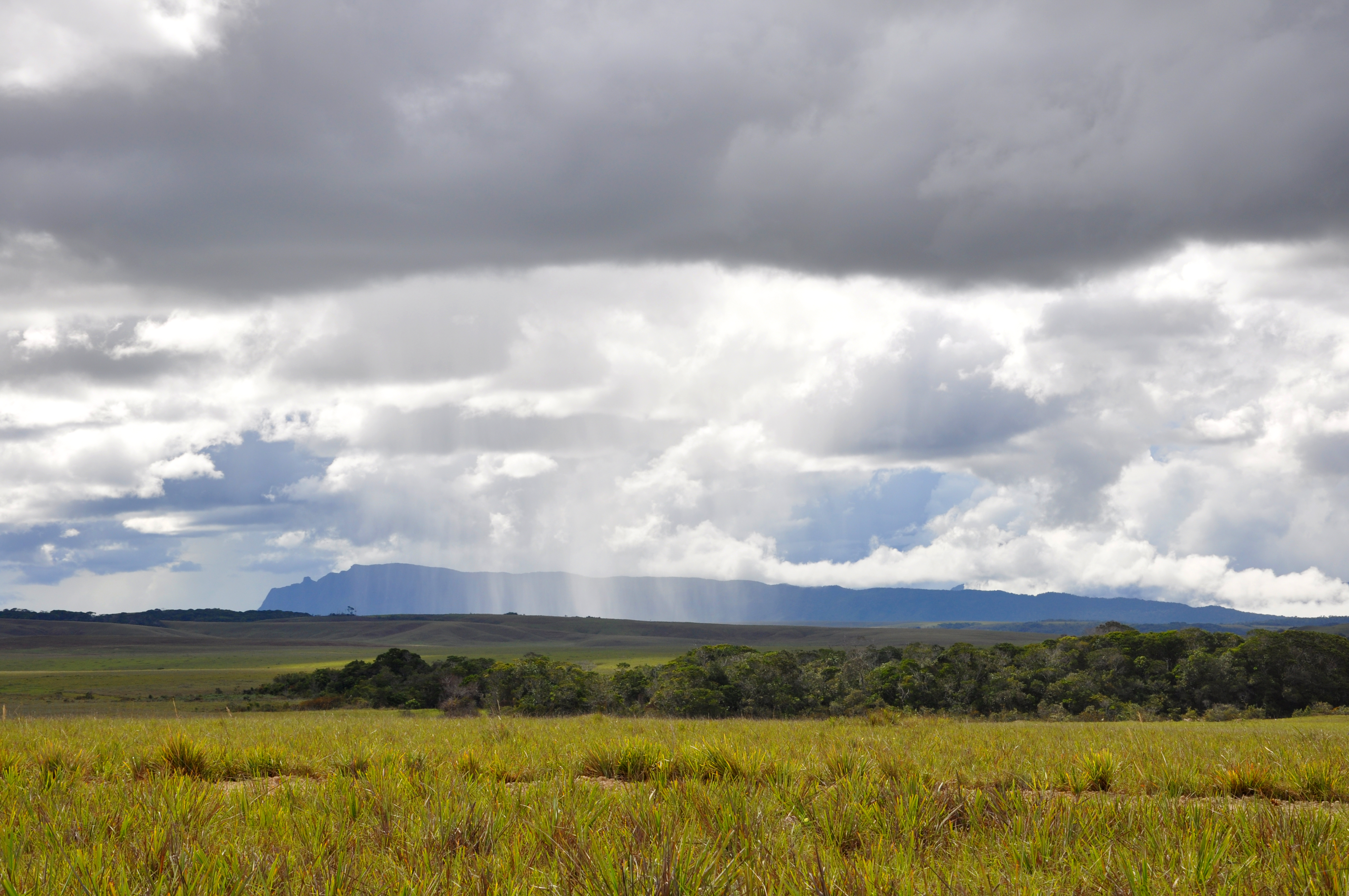
Ландшафт Гран-Сабани

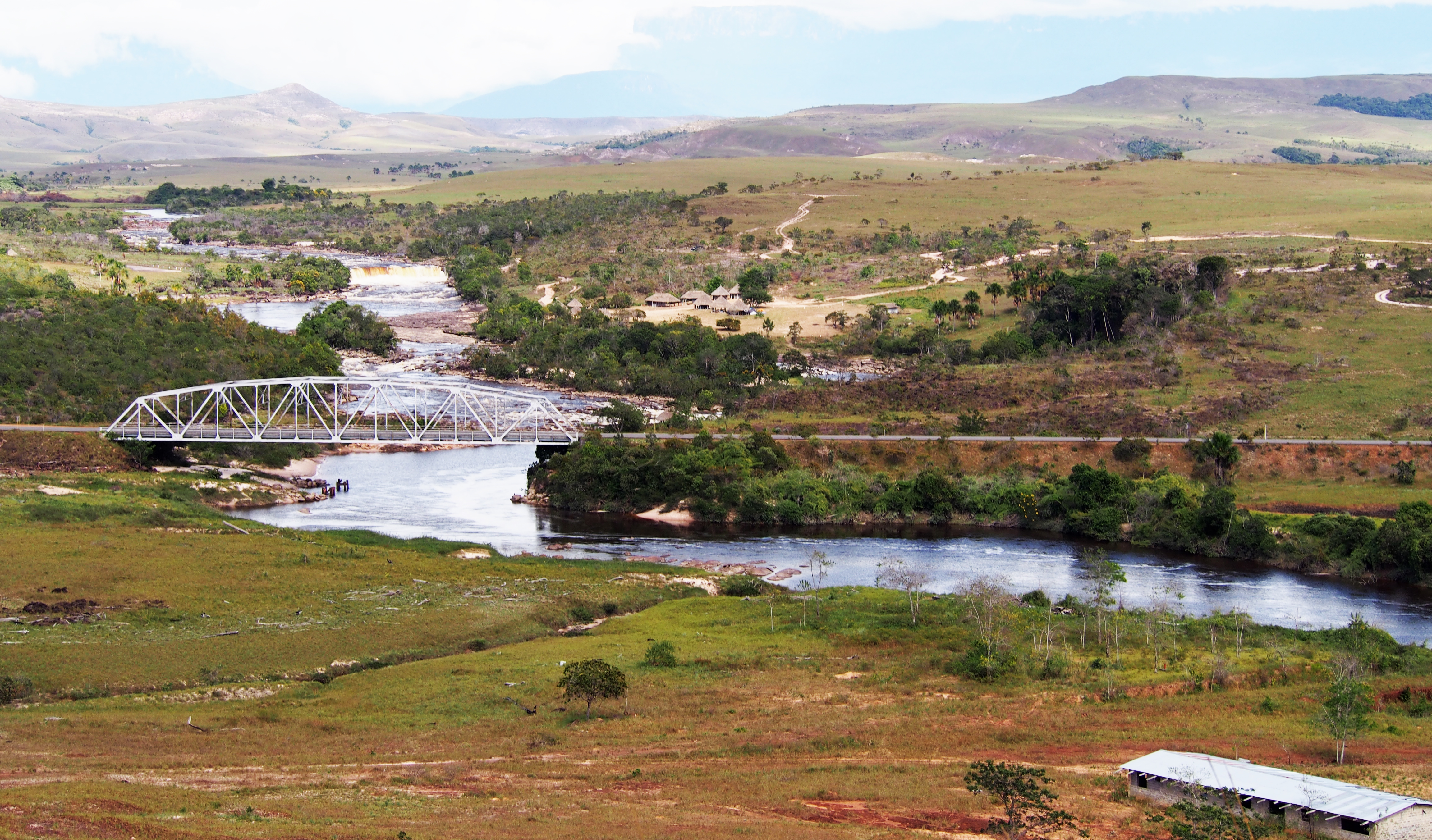
Річка Юруані

## Географія
Екорегіон гвіанської савани охоплює три ізольовані ділянки відкритих саван загальною площею понад 100 000 км², розташовані в Гвіані на північному заході Південної Америки. Найбільша ділянка регіону розташована в області Гран-Сабана на південному сході венесуельського штату Болівар, північному сході бразильського штату Рорайма та південному заході Гаяни. Друга за площею ділянка розташована на півночі бразильського штату Пара та у прилеглих районах на крайньому півдні Суринаму, а третя простягається вузькою смугою через східну частину бразильського штату Амапа, від Макапи на північ до Калсуені. Крім того, є кілька невеликих ділянок, розташованих біля північного підніжжя Пакарайми на заході Гаяни.
Усі три ділянки гвіанської савани на півдні переходять у вологі ліси Уатуми та Тромбетасу, які є частиною Амазонії. На схід від Гран-Сабани та на північ від двох інших ділянок, на території Гвіанської низовини, поширені вологі ліси Гвіани. На заході та півночі, на території Гвіанського нагір'я, Гран-Сабана переходить у вологі ліси передгір'їв Гвіани, у вологі ліси Гвіанського нагір'я та у ліси і чагарники Пантепую. Найсхідніша ділянка екорегіону прилягає до варзейських лісів Маражо, поширених в гирлі Амазонки.
Рельєф регіону Гран-Сабана або Великої Савани представлений пологими плато, утвореними осадовими породами формації Рорайма, які перекривають фундамент Гвіанського щита. Гвіанський щит є одним з найдавніших геологічних утворень на Землі: він утворився в докембрії, близько 1,7 млрд років тому, і складається з різноманітних осадових та магматичних порід, переважно з гранітів та гнейсів. Формування фундаменту Гвіанського щита відбувалося протягом кількох орогенних фаз у археї та протерозої. Основу осадових порід формації Рорайма складають рожеві, жовті та білі пісковики, червоні кварцити, зелені, чорні та червоні сланці та конгломерати.
Основним типом ґрунтів в екорегіоні є сильно вивітрені оксісолі. Вони мають низький вміст гумусу, а також фосфору та інших поживних речовин, внаслідок чого недостатньо родючі. Натомість вони часто містять багато токсичних сполук алюмінію, що значно впливає на рослинність регіону.
Північ Гран-Сабани знаходиться у східній частині басейну Ориноко і дренується річками Кароні або Кукенан, Юруані та Арабопо . Північ та схід Гран-Сабани лежать у басейні Ріу-Бранку, який є частиною басейну Амазонки. Більшість річок Гран-Сабани є чорноводними річками, що характеризуються типово низькою концентрацією електролітів та темно-коричневим кольором води через присутність фульвокислот. Низький або надзвичайно низький вміст поживних речовин у цих річках свідчить про виражений дефіцит поживних речовин в екосистемах регіону.

## Клімат
На більшій частині екорегіону переважає мусонний клімат (Am за класифікацією кліматів Кеппена), а у внутрішніх районах Гран-Сабани — саванний клімат (Aw за класифікацією Кеппена). Середня температура в регіоні становить 20-24 °C, а середньорічна кількість опадів коливається від 2000 до 3000 мм. На півночі Гран-Сабани спостерігається слабко виражений сухий сезон з грудня по березень. Протягом більшої частини року в регіоні переважають північно-східні та південно-східні пасати. Відносна вологість повітря висока, із середньорічними показниками від 75 до 85 %.

## Флора
Рослинний покрив Гран-Сабани представлений складною мозаїкою різних типів рослинності. За винятком суцільних масивів лісів, поширених біля підніжжя тепуїв, ліси в регіоні здебільшого зустрічаються ізольованими ділянками та перемежовуються просторами відкритих трав'янистих луків. На луках регіону переважають трав'янисті рослини, а чагарники та дерева в них практично відсутні, однак у деяких районах зустрічаються ділянки чагарникових саван. Уздовж річок, що протікають територією регіону, часто поширені галерейні ліси. Загалом рівень рослинного ендемізму в регіоні нижчий, порівняно з тепуями Гвіанського нагір'я. Тим не менш, савани регіону є притулком для багатьох рідкісних видів рослин, а Гран-Савана є важливим центром флористичного різноманіття. У саванах Суринаму, незважаючи на те, що вони вкривають лише 1 % території країни, було зареєстровано 800 видів рослин, що становить 20 % флори країни. У венесуельських горах Сьєрра-де-Лема та Серро-Венамо, було зареєстровано 204 види рослин, серед яких деякі види є ендеміками боліт, сухих кам'янистих місцевостей та лісів. 
Серед рослин, поширених у чагарникових саванах екорегіону, слід відзначити гвіанський молочай (Euphorbia guineensis), бальзамову гумірію (Humiria balsamifera), сидячу боннетію (Bonnetia sessilis) та колючу тенстремію (Ternstroemia pungens), а також різні види клузій (Clusia spp.), калліандр (Calliandra spp.), хамекрістій (Chamaecrista spp.) та мірсій (Myrcia spp.). У відкритих саванах поширені сланкі килимники (Axonopus anceps), віялоподібні килимники (Axonopus flabelliformis), колосисті шорсткоборідники (Trachypogon spicatus), зігнуті ехінолени (Echinolaena inflexa), дивовижні волосисті осоки (Bulbostylis paradoxa), саванові дзьобонасінники (Rhynchospora globosa) та гарні гіполітруми (Hypolytrum pulchrum), у пальмових саванах — прутяні бородачники (Andropogon virgatus), дроколисті біттернії (Byttneria genistella), вінцепилякові міконії (Miconia stephananthera), безприлисткові магуреї (Mahurea exstipulata), звивисті мавріції (Mauritia flexuosa) та різні види бородачників (Andropogon spp.) та проса (Panicum spp.), а на відкритих луках — гвіанські халепофіллуми (Chalepophyllum guyanense), лавролисті дігомфрії (Digomphia laurifolia), блискучі тококи (Tococa nitens) та туполисті пециландри (Poecilandra retusa). Більшість видів рослин, поширених у венесуельській частині екорегіону, також поширені в саванах Гаяни, Північної Бразилії та Суринаму.
Як і в багатьох інших саванових регіонах світу, найважливішим фактором динаміки рослинних угруповань у Гран-Сабані є регулярні пожежі, які відіграють дуже важливу роль у культурі корінних народів, що проживали в цьому районі століттями. Тим не менш, схильність до пожеж можна пояснити лише дуже специфічними умовами екологічної нестабільності, такими як знижена здатність екосистеми протистояти зовнішнім впливам (пожежам та екстремальним посухам), а також несприятливим внутрішнім факторам, таким як нестача поживних речовин. Основним наслідком цієї екологічної нестабільності стала поступова деградація залишків лісів в екорегіоні та їх заміщення саванами.

## Фауна
Серед великих ссавців, поширених в саванах екорегіону, слід відзначити південноамериканського тапіра (Tapirus terrestris), звичайного пекарі (Tayassu pecari), ошийникового пекарі (Dicotyles tajacu), гвіанського ревуна (Alouatta macconnelli), велику капібару (Hydrochoeris hydrochaeris), гігантську видру (Pteronura brasiliensis), великого мурахоїда (Myrmecophaga tridactyla), пуму (Puma concolor) та ягуара (Panthera onca), а серед менших ссавців — чубатого капуцина (Sapajus apella), золоторукого тамарина (Saguinus midas), оцелота (Leopardus pardalis), майконга-крабоїда (Cerdocyon thous), амазонську носуху (Nasua nasua), бразильського агуті (Dasyprocta leporina), вечірню мишу Хуммелінка (Calomys hummelincki), південного опосума (Didelphis marsupialis), гігантського броненосця (Priodontes maximus), дев'ятипоясного броненосця (Dasypus novemcinctus) та американського тамандуа (Tamandua tetradactyla).
Серед поширених в екорегіоні птахів слід відзначити червононогого татаупу (Crypturellus erythropus), чубату перепелицю (Colinus cristatus), строкатоголового талпакоті (Columbina passerina), колібрі-рубіна (Chrysolampis mosquitus), синьохвостого колібрі-смарагда (Chlorostilbon mellisugus), білочеревого колібрі-аметиста (Calliphlox amethystina), кактусового колібрі-сапфіра (Hylocharis sapphirina), золотовусого колібрі-кокетку (Lophornis ornatus), венесуельського аріана (Chionomesa fimbriata), великодзьобого канюка (Rupornis magnirostris), саванову катарту (Cathartes burrovianus), американського сича (Athene cunicularia), світлочеревого добаша (Picumnus spilogaster), польового декола (Colaptes campestris), великодзьобу лінивку-строкатку (Notharchus macrorhynchos), венесуельського амазона (Amazona amazonica), тринідадського амазона (Amazona ochrocephala), рудоволого аратингу (Eupsittula pertinax), синьоголового папугу-червоногуза (Pionus menstruus), гвіанського папугу-горобця (Forpus passerinus), пальмолаза (Berlepschia rikeri), тропічного тирана (Tyrannus melancholicus), вилохвостого тирана (Tyrannus savana), білоголову віюдиту (Arundinicola leucocephala), темногорлого тачурі-сірочуба (Polystictus pectoralis), білощоку паю (Cyanocorax cayanus), пампасового щеврика (Anthus chii), золотоплечу гутураму (Euphonia cayennensis), південного багновця (Ammodramus humeralis), східного шпаркоса (Sturnella magna), гострохвостого трав'янця (Emberizoides herbicola), чорнощокого зерноїда (Sporophila nigricollis), сивого зерноїда (Sporophila plumbea) та лимонного посвіржа (Sicalis citrina). Ендеміками екорегіону є рідкісні золотистопері аратинги (Aratinga solstitialis), поширені у Гран-Сабані.
Герпетофауна екорегіону включає звичайну ігуану (Iguana iguana), неотропічну лавову ігуану (Tropidurus hispidus), золотого тегу (Tupinambis teguixin) та південноамериканського гримучника або каскавелу (Crotalus durissus). Різноманіття амфібій в екорегіоні менше, ніж у високогір'ях Пантепую. Більшість ендемічних амфібій Гран-Сабани, зокрема дереволази Паркер (Anomaloglossus parkerae), стефанії Скале (Stefania scalae), боліварські деревні райки (Scinax danae) та подушкові листкові жаби (Pristimantis pulvinatus), зустрічаються у лісі Ла-Ескалера. Тепуївки Родрігеса (Tepuihyla rodriguezi) зустрічаються в саванах та на вершинах деяких тепуїв, а гран-сабанські райки (Scinax exiguus) та гран-сабанські свистуни (Leptodactylus sabanensis) зустрічаються виключно в саванах.

## Збереження
Основною загрозою для збереження природи регіону є деградація залишків місцевих лісів та перетворення їх на луки внаслідок природних або спричинених людьми пожеж. Фрагментація природних екосистем, спричинена пожежами, призводить до поступового зникнення видів, які не можуть адаптуватися до деградованих ландшафтів. Втрата рослинного покриву та ерозія ґрунтів впливають на мікрогідрологію малих потоків, що призводить до їх пересихання протягом сухого сезону, що у свою чергу призводить до скорочення популяцій місцевих амфібій.
Оцінка 2017 року показала, що 102 275 км², або 98 % екорегіону, є заповідними територіями. Природоохоронні території включають: Національний парк Канайма у Венесуелі, Національний парк Монте-Рорайма та Національний парк Монтаньяс-ду-Тумукумакі в Бразилії, а також Природний заповідник савани Сипалівіні в Суринамі. У 1994 році Національний парк Канайма був внесений до списку Світової спадщини ЮНЕСКО. Савана Рупунумі площею 13 000 км², розташована у гвіанській частині екорегіону, не має офіційного статусу природоохоронної території.